# 绝对音高
绝对音高（英語：absolute pitch），又稱絕對音準、绝对音感，是指在沒有基準音的提示下，能準確辨認音高的能力。辨認音高的正確率達到70%以上，可視為具有絕對音感

## 關於絕對音感
在1999年 Ward, W.D.指出，在歐美地區的具有絕對音感比例約為萬分之一；另外在2019年的研究指出，音樂家（職業音樂家或音樂院學生）具有絕對音感的比率約為15%

## 訓練
对于学习钢琴的孩子来讲，相对音高感觉的建立是不怎么困难的，只要孩子在学习的过程中经常唱唱谱就会获得。绝对音高的感觉则需要进行一番强化训练才能获得。国际儿童音乐能力的培养和调查表明，3歲至9岁是儿童进行绝对音高训练的敏感期。这一时期进行一定量的科学系统的训练一般孩子是完全能够建立绝对音高的感觉的。12岁以后这种能力的培养成功的机会就会很小了。另外：如果孩子偏於使用另一種樂器（例：吉他）學習音樂，可能因習慣該樂器的音色，或知道彈奏方法，反而在音色不同的喇叭上，未必能達成絕對音準。
成年人可透過聲音顏色（pitch color）、聲音濃度（pitch chroma）或旋律刺激（melody trigger）等訓練方式建立绝对音感。
研究亦發現，不少未受過專業音樂訓練的人均能辨別某旋律（如某流行曲）是否有離調的情況。這個「準-絕對音準」的現象證明並非某少數具音樂天分的人才有不依靠基準音辨別音高的能力，而是大多數人都可以基本可以做到。而在研究中亦發現，絕對音準擁有者沒有身體機能上的不同，而是在判斷時採用了另一種思維系統，故後天不能培育的說法是過時的。
而在很多亞洲的語言，都需要用特定的音高去表達某字詞的意義，如廣東話的九聲，他們在學習絕對音準時會有更快的成果。

## 藥物
2014年美國哈佛大學團隊於《系統神經科學新領域》期刊發表，利用治療癲癇與急性抗躁用藥「帝拔癲」（丙戊酸鈉）可以讓神經細胞放電異常的情況抑止，但一般人服用後反而可以讓腦部一部分神經迴路的發育，回到「可塑性」較高，也就是偏向幼年、學習能力較強的時期，此時再施以辨別音高訓練，能讓一般人也獲得絕對音高感，甚至在記憶力和背誦等能力上都能強化訓練效果。